# NGC 3961
NGC 3961 ist eine Balken-Spiralgalaxie vom Hubble-Typ SBa im Sternbild Drache am Nordsternhimmel. Sie ist schätzungsweise 306 Millionen Lichtjahre von der Milchstraße entfernt und hat einen Durchmesser von etwa 115.000 Lichtjahren. 
Das Objekt wurde am 7. April 1793 vom deutsch-britischen Astronomen William Herschel entdeckt.